# Constituição do Estado da Paraíba
A Constituição do Estado da Paraíba é a lei estadual maior do processo legislativo estadual conforme os padrões emanados pela Constituição Federal do Brasil.

## Preâmbulo
| “ | Nós, representantes do povo paraibano, reunidos em Assembléia Estadual Constituinte, conforme os princípios da Constituição Federal de 5 de outubro de 1988, objetivando instituir uma ordem jurídica autônoma para uma democracia social participativa, legitimada pela vontade popular, que assegure o respeito à liberdade e à justiça, o progresso social, econômico e cultural, e o bem-estar de todos os cidadãos, numa sociedade pluralista e sem preconceitos, decretamos e promulgamos, invocando a proteção de Deus, a seguinte CONSTITUIÇÃO DO ESTADO DA PARAÍBA. | ” |

## Texto
A corpo textual da constituição estadual paraibana tem uma literatura composta por 286  artigos e o Atos das Disposições Constitucionais Transitórias tem 84 artigos.

## Membros da Assembleia Estadual Constituinte promulgante
João Fernandes da Silva (presidente da Constituinte), Péricles Vilhena, Carlos Candeia, Antonio Augusto Arroxelas, Efraim Morais, Aércio Pereira, José Luiz Maroja, Leonel Medeiros, Egídio Madruga (relator), Ramalho Leite, Pedro Adelson, João Máximo, Oildo Soares, Ademar Teotônio, Afrânio Bezerra, Antonio Medeiros, Aloysio Pereira Lima, Waldir Bezerra, Manoel Gaudêncio, Enivaldo Ribeiro, Ernane Moura, Francisco Evangelista, Francisco Pereira, Fernando Milanez, Jáder Pimentel, José Aldemir, José Fernandes de Lima, José Lacerda Neto, José Otávio Maia, Soares Madruga, Múcio Sátyro, Nilo Feitosa, Pedro Medeiros, Judivan Cabral, Vani Leite Braga de Figueredo e Antonio Ivo de Medeiros.

## Primeira emenda
A primeira emenda à literatura do texto constitucional foi a Emenda Constitucional nº 1,promulgada de 17 de abril de 1991.

## Histórico das constituições
A construção política do estado já contou com várias Constituições políticas, para seguir o rito das mudanças nas constituições brasileiras, entre elas:
- Constituição Política do Estado da Parahyba do Norte de 1891[11][12]. Promulgada em 5 de agosto de 1891.[13]
- Constituição Política do Estado da Parahyba do Norte de 1892, promulgada em 30 de julho de 1892, pois com a chegada de Floriano Peixoto como Presidente da República, foram despostos vários governadores e dissolvidas as Assembleias Legislativas e promulgadas novas constituições. A Paraíba foi um desses estados.[14]
- Constituição do Estado da Paraíba de 1935  promulgada em de julho de 1935
- Constituição do Estado da Paraíba de 1947 promulgada em de julho de 1947
- Constituição do Estado da Paraíba de 1967 elaborada para se adequar ao governo da Ditadura Militar de 1964, foi promulgada em maio de 1967.